# 柬埔寨音樂
柬埔寨音樂泛指柬埔寨的音樂，包括傳統音樂和現代流行音樂等。
柬埔寨音樂受到一系列錯綜複雜的文化習俗影響，包括古代高棉帝國、印度、中國以及其他柬埔寨境內原住民族部落的文化都對其產生了影響。
柬埔寨傳統音樂受到印度教的深刻影響。柬埔寨宗教舞蹈中，不少描述了古代神話和故事。柬埔寨傳統樂器包括ching （銅鈸）、roneat（竹木琴）、pai au（笛子）、sralai（雙簧管）、chapey（班卓琴）、gong（銅鑼）、tro（提琴）以及各種各樣的鼓。
諾羅敦·施亞努親王是一位音樂家，1950年代末期擔任國家元首之後，大力鼓舞柬埔寨流行音樂的發展。1960年代，柬埔寨流行音樂深受法國及拉丁美洲音樂的影響而蓬勃發展，湧現出辛·西萨木、毛·萨雷、索·萨文、约·奥拉朗、罗·斯雷索贴、宾兰、密·萨蒙、怀密、布·万那丽等流行音樂家。這段歷史在紀錄片《别认为我忘了：柬埔寨失去的摇滚乐》中有所體現。
1970年柬埔寨政變後，流行音樂受到打壓，龍諾的高棉共和國政權鼓勵愛國歌曲的創作。1975年，紅色高棉取得政權，建立民主柬埔寨，只有革命歌曲的創作被允許。留在柬埔寨國內的大部份重要歌手在紅色高棉大屠殺中被殺或者失蹤。